# Тасоєв Вадим Заурбекович
Тасоєв Вадим Заурбекович (нар. 13 січня 1975, Владикавказ, Росія) — український борець вільного стилю, багаторазовий призер чемпіонатів Європи та Світу, учасник Олімпійських ігор (2000, 2004), Заслужений майстер спорту України.

## Біографія
Боротьбою почав займатися з 1986 року. На початку своєї міжнародної спортивної кар'єри виступав за збірну Росії. З 1998 року захищає кольори української збірної. Після завершення активних виступів на борцівському килимі перейшов на тренерську роботу. Працював головним тренером молодіжної збірної України з боротьби.У квітні 2025 стало відомо, що Тасоєв працевлаштувався в Росії, очоливши молодіжну збірну Південної Осетії з боротьби.

## Спортивні результати на міжнародних змаганнях

### Виступи на Олімпіадах
| Змагання                    | Збірна  | Вагова категорія          | Місце |
| --------------------------- | ------- | ------------------------- | ----- |
| Літні Олімпійські ігри 2000 | Україна | вільна боротьба, до 97 кг | 11    |
| Літні Олімпійські ігри 2004 | Україна | вільна боротьба, до 96 кг | 14    |

### Виступи на Чемпіонатах світу
| Змагання                        | Збірна  | Вагова категорія           | Місце  |
| ------------------------------- | ------- | -------------------------- | ------ |
| Чемпіонат світу з боротьби 1998 | Україна | вільна боротьба, до 97 кг  | 4      |
| Чемпіонат світу з боротьби 1999 | Україна | вільна боротьба, до 97 кг  | 16     |
| Чемпіонат світу з боротьби 2001 | Україна | вільна боротьба, до 97 кг  | Бронза |
| Чемпіонат світу з боротьби 2002 | Україна | вільна боротьба, до 96 кг  | Бронза |
| Чемпіонат світу з боротьби 2003 | Україна | вільна боротьба, до 96 кг  | 8      |
| Чемпіонат світу з боротьби 2005 | Україна | вільна боротьба, до 120 кг | 9      |
| Чемпіонат світу з боротьби 2007 | Україна | вільна боротьба, до 120 кг | Бронза |
| Чемпіонат світу з боротьби 2010 | Україна | вільна боротьба, до 120 кг | 16     |

### Виступи на Чемпіонатах Європи
| Змагання                         | Збірна  | Вагова категорія           | Місце  |
| -------------------------------- | ------- | -------------------------- | ------ |
| Чемпіонат Європи з боротьби 1998 | Україна | вільна боротьба, до 97 кг  | 4      |
| Чемпіонат Європи з боротьби 1999 | Україна | вільна боротьба, до 97 кг  | Срібло |
| Чемпіонат Європи з боротьби 2000 | Україна | вільна боротьба, до 97 кг  | Бронза |
| Чемпіонат Європи з боротьби 2001 | Україна | вільна боротьба, до 97 кг  | 6      |
| Чемпіонат Європи з боротьби 2002 | Україна | вільна боротьба, до 96 кг  | 4      |
| Чемпіонат Європи з боротьби 2003 | Україна | вільна боротьба, до 96 кг  | Бронза |
| Чемпіонат Європи з боротьби 2004 | Україна | вільна боротьба, до 96 кг  | Срібло |
| Чемпіонат Європи з боротьби 2005 | Україна | вільна боротьба, до 120 кг | Срібло |
| Чемпіонат Європи з боротьби 2008 | Україна | вільна боротьба, до 120 кг | 5      |

### Виступи на Кубках світу
| Змагання                    | Збірна | Вагова категорія           | Місце  |
| --------------------------- | ------ | -------------------------- | ------ |
| Кубок світу з боротьби 1996 | Росія  | вільна боротьба, до 100 кг | Срібло |

### Виступи на інших змаганнях
| Змагання                                                      | Збірна  | Вагова категорія           | Місце  |
| ------------------------------------------------------------- | ------- | -------------------------- | ------ |
| Гран-прі Німеччини з боротьби 1996                            | Росія   | вільна боротьба, до 100 кг | Золото |
| Тестовий турнір FILA 1998                                     | Україна | вільна боротьба, до 97 кг  | 5      |
| Олімпійський кваліфікаційний турнір з боротьби 2000 (Мінськ)  | Україна | вільна боротьба, до 97 кг  | Срібло |
| Олімпійський кваліфікаційний турнір з боротьби 2000 (Лейпциг) | Україна | вільна боротьба, до 97 кг  | Золото |
| Олімпійський кваліфікаційний турнір з боротьби 2000 (Токіо)   | Україна | вільна боротьба, до 97 кг  | 7      |
| Абсолютний чемпіонат FILA 2003                                | Україна | вільна боротьба, до 96 кг  | 5      |

### Виступи на змаганнях молодших вікових груп
| Змагання                                      | Збірна | Вагова категорія           | Місце  |
| --------------------------------------------- | ------ | -------------------------- | ------ |
| Чемпіонат Європи з боротьби серед молоді 1994 | Росія  | вільна боротьба, до 130 кг | Золото |
| Чемпіонат світу з боротьби серед молоді 1995  | Росія  | вільна боротьба, до 100 кг | Золото |